# Otto Ehlen
Otto von Ehlen (6. dubna 1831 Berlín – 2. prosince 1898 Praha) byl architekt a stavař německé národnosti působící v českých zemích, v nichž je znám jako průkopník betonových staveb.

## Životopis
Otto Ehlen se narodil 6. dubna 1831 v Berlíně. Po sňatku se spisovatelkou Otýlií Wernerovou roku 1861 se usídlil trvale v Praze. kde získal místo na ženijním ředitelství a později roku 1864 zednickou koncesi. Patřil také mezi první členy Spolku architektů a inženýrů v Čechách. Již v prvních letech v Praze navrhl spolu s Juliem Kandertem přestavbu domu u Diesbachů v Praze. Spolupracoval s pražským stavitelem Josefem Kandertem. Společně realizovali budovu Eliščiných lázní (zbořeny 1940), poté se podíleli na stavbě spojovacího viaduktu, navazujícího na původní karlínský viadukt. Roku 1869 přišel o právo vést samostatně stavby, neboť na jedné z jeho realizací došlo k nehodě s ohrožením života.
V 70. letech 19. století podnikl Ehlen studijní cestu do Berlína, kde se zajímal o stavbu 58 škvárobetonových domů, probíhající v tehdejším Victoriastadtu. Podnikl také cestu do Salcburku. Po návratu spolu s holešovickým zedníkem Johannem Kindlem koupili pozemky čp. 79 a 80 v Bubenči a realizovali dvě vily.
Během osmdesátých let se usídlil ve Vídni, kde jej však finančně zruinovaly investice do stavebního podnikání. Během let 1888 až 1890 přesídlil do Kraslic, kde navrhl například bývalou kraslickou radnici. Nakonec se však vrátil do Prahy, kde byl nucen přijímat příležitostné zakázky, mimo jiné technického rázu. Zemřel 2. prosince 1898 v Praze.

## Realizace
- přestavba domu U Diesbachů, Praha – Nové město (1861)
- přestavba domu U Vinařů, Praha (1867)
- lázně Eliščiny, Praha – Nové město (1869) – zbořeny roku 1940
- hrobka obchodníka Adama Tanzera, Prameny u Mariánských lázní (1870) – podílel se, stavba zničena v 50. letech
- obchodní a nájemní dům Rudolfa Ditmara, Praha – Nové město (1872)
- Ehlenův dům, Praha – Nové město (1872)
- Ehlenova vila, Praha – Bubeneč (1875)
- tovární budovy Gerhardtovy sklárny, Poděbrady (1877)
- Hudební divadlo Karlín (1881)
- mlýn J. Barborského (1881)
- domy čp. 710 a 711 ve Vodičkově ulici, Praha (1882)
- dům čp. 1047/II v ulici Na Poříčí, Praha (1882) – nedochoval se

## Galerie

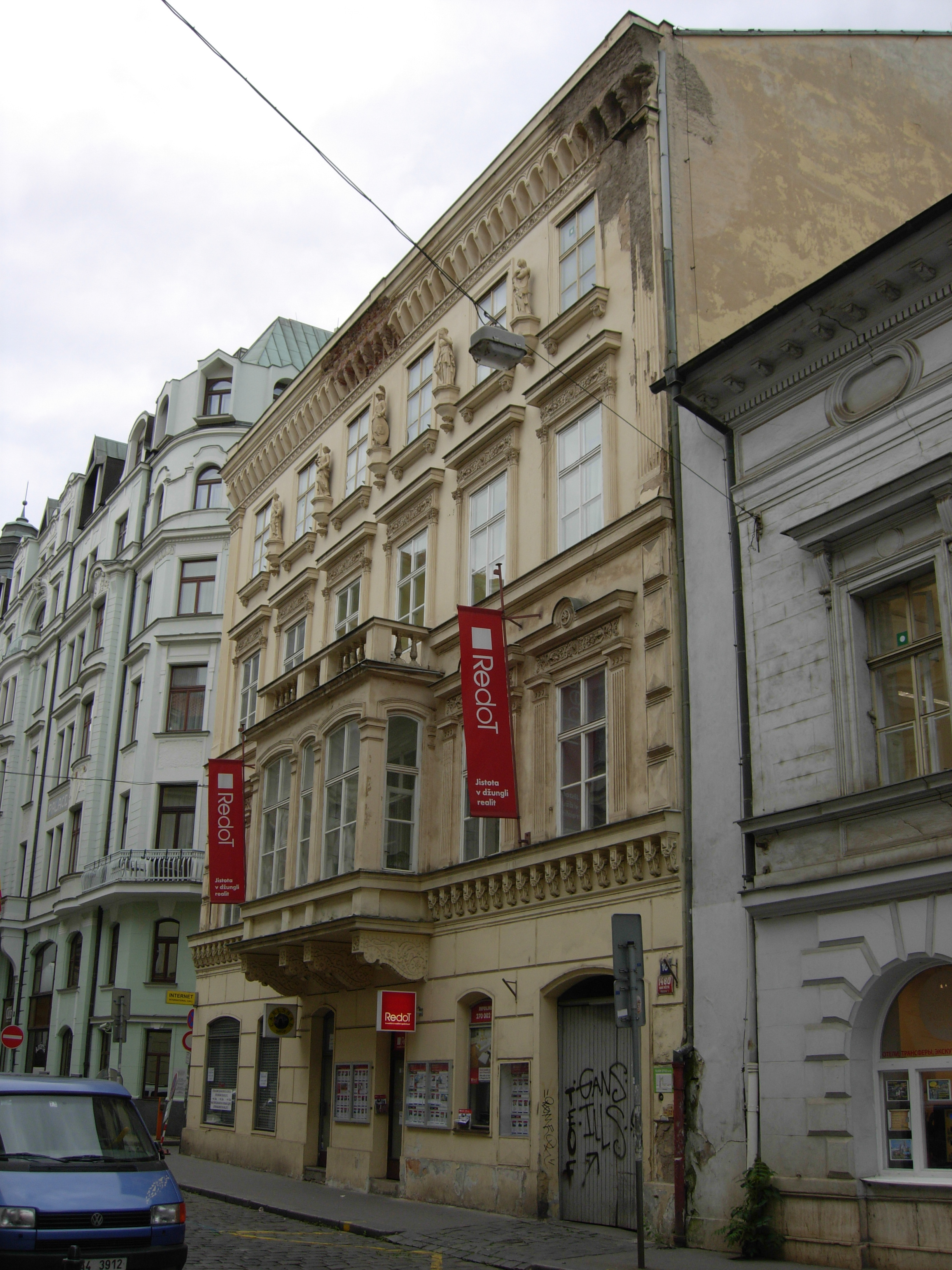
Dům u Diesbachů (1881)
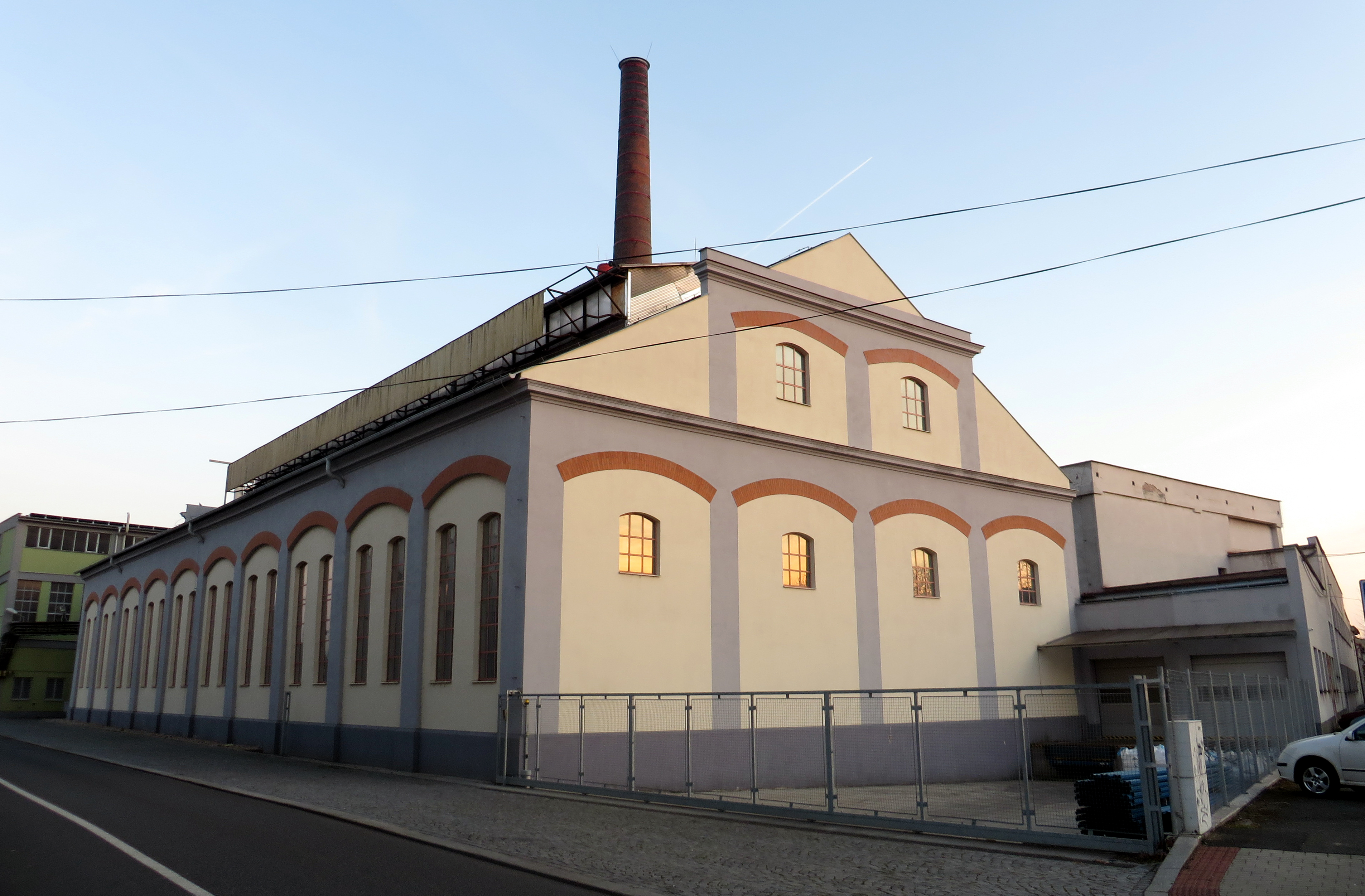
tovární budova Gerhardtovy sklárny (1880)
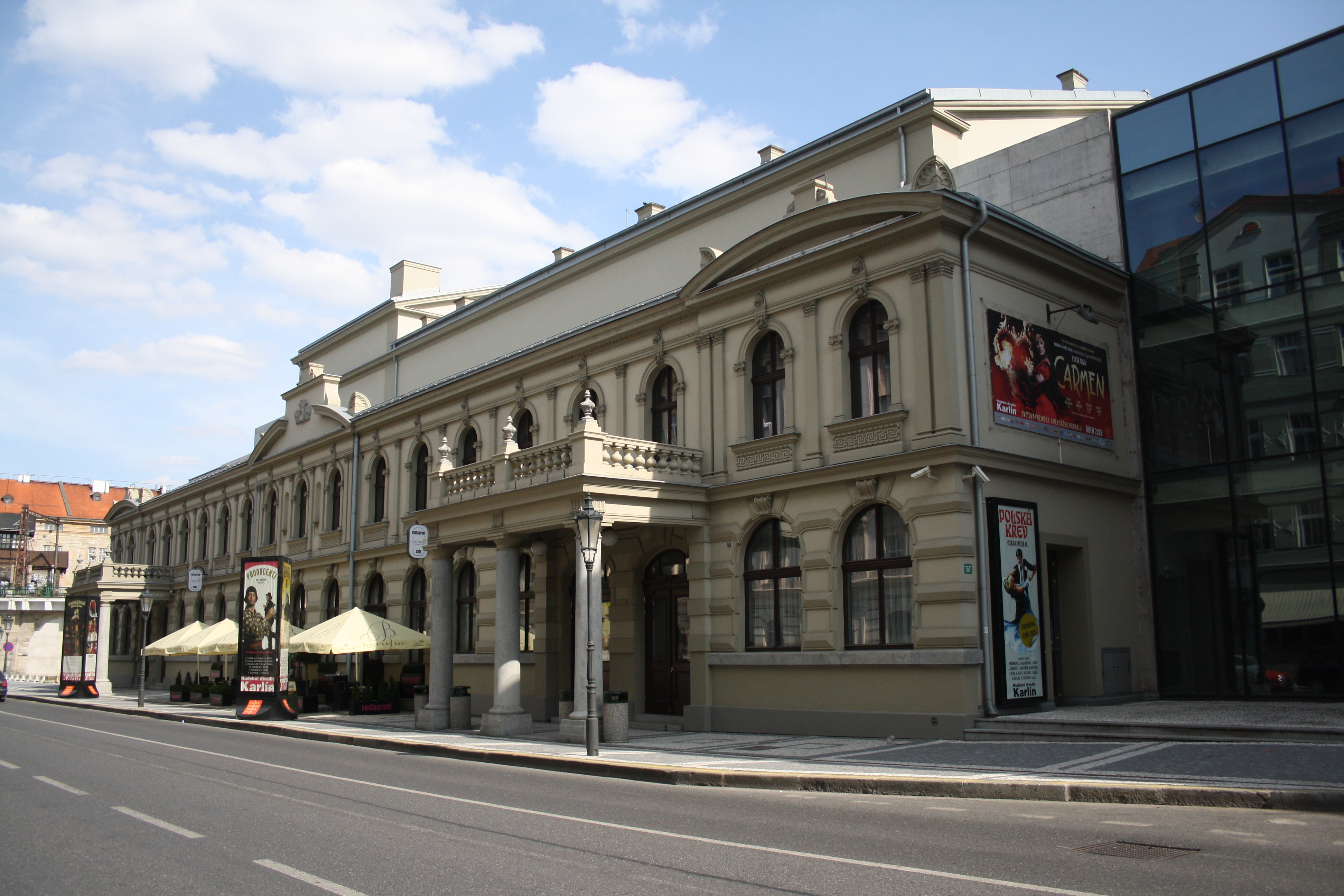
Budova karlínského divadla (1881)